# Aleksander Kobyliński
Aleksander Łodzia-Kobyliński ps. „Makino” (ur. 6 stycznia 1936 w Krakowie, zm. 14 maja 2025 tamże) – pieśniarz, gitarzysta, kompozytor, bard krakowskiego Półwsia Zwierzynieckiego, działacz społeczny, autor muzyki do hymnu KS Cracovia, honorowy członek Stowarzyszenia SIEMACHA.

## Życiorys
Urodził się na krakowskim Osiedlu Oficerskim. Został ochrzczony w parafii św. Mikołaja przy ul. Kopernika 9. Od 1946 wychowywał się w zakładzie dla chłopców im ks. Kazimierza Siemaszki w Krakowie. Odbył trzyletnią służbę wojskową na ORP Burza. Grał wówczas jako gitarzysta w zespole „Morskie Orły”. Za legendarny, brawurowy wjazd na koniu do hotelu „Cracovia” otrzymał 4-letni wyrok, z czego odsiedział półtora roku w Zakładzie Karnym w Tarnowie. Założył tam zespół złożony ze współosadzonych, z którymi koncertował w okolicznych więzieniach. Po ukończeniu technikum mechanicznego pracował jako tokarz i frezer w Krakowskiej Fabryce Aparatów Pomiarowych. W 1958 za namową poety Jerzego Harasymowicza wziął udział w konkursie organizowanym przez Polskie Radio i Estradę Krakowską, wykonując na scenie Filharmonii Krakowskiej  „Balladę o pięknej Alfredzie”. Następnie występował w kabaretach Belferek, Roksana, Grupa Dębnicka, Gołębiorze i Chachary. W latach 70. grał w kapeli „Szmelc Paka” i występował na deskach Starego Teatru w jednym z muzycznych spektakli Marty Stebnickiej.
W marcu 1975 założył Zespół Folkloru Miasta Krakowa „Andrusy”. Nazwa zespołu „Andrusy” pochodzi od funkcjonującego na krakowskim Zwierzyńcu określenia łobuziaka-dżentelmena, honorowego cwaniaka. Zespół ma na swoim koncie ponad 6 tys. koncertów w kraju oraz poza jego granicami, głównie w ośrodkach polonijnych. Występował w całej Europie i 6 razy w Ameryce Północnej.
Od 1949 był związany na całe życie z klubem sportowym Cracovia, jako sympatyk Klubu. W 1981 napisał muzykę do hymnu Cracovii do tekstu Jerzego Michała Czarneckiego. W 2004 został członkiem Rady Seniorów tegoż klubu. Był też zaangażowany w ratowanie zabytków i cmentarzy Krakowa oraz w pomoc dla dzieci niepełnosprawnych.
Był członkiem honorowym Stowarzyszenia SIEMACHA, aktywnym uczestnikiem życia tej organizacji jako były wychowanek Zakładów Księdza Siemaszki.
1 czerwca 2022 jubileusz 85-lecia, 65-lecia działalności artystycznej i 45-lecia kapeli „Andrusy” artysta świętował w czasie koncertu w Nowohuckim Centrum Kultury.
W wieku 87 lat wystartował jako kandydat niezależny do Rady Dzielnicy Krakowa Stare Miasto w wyborach 10 grudnia 2023

## Życie prywatne

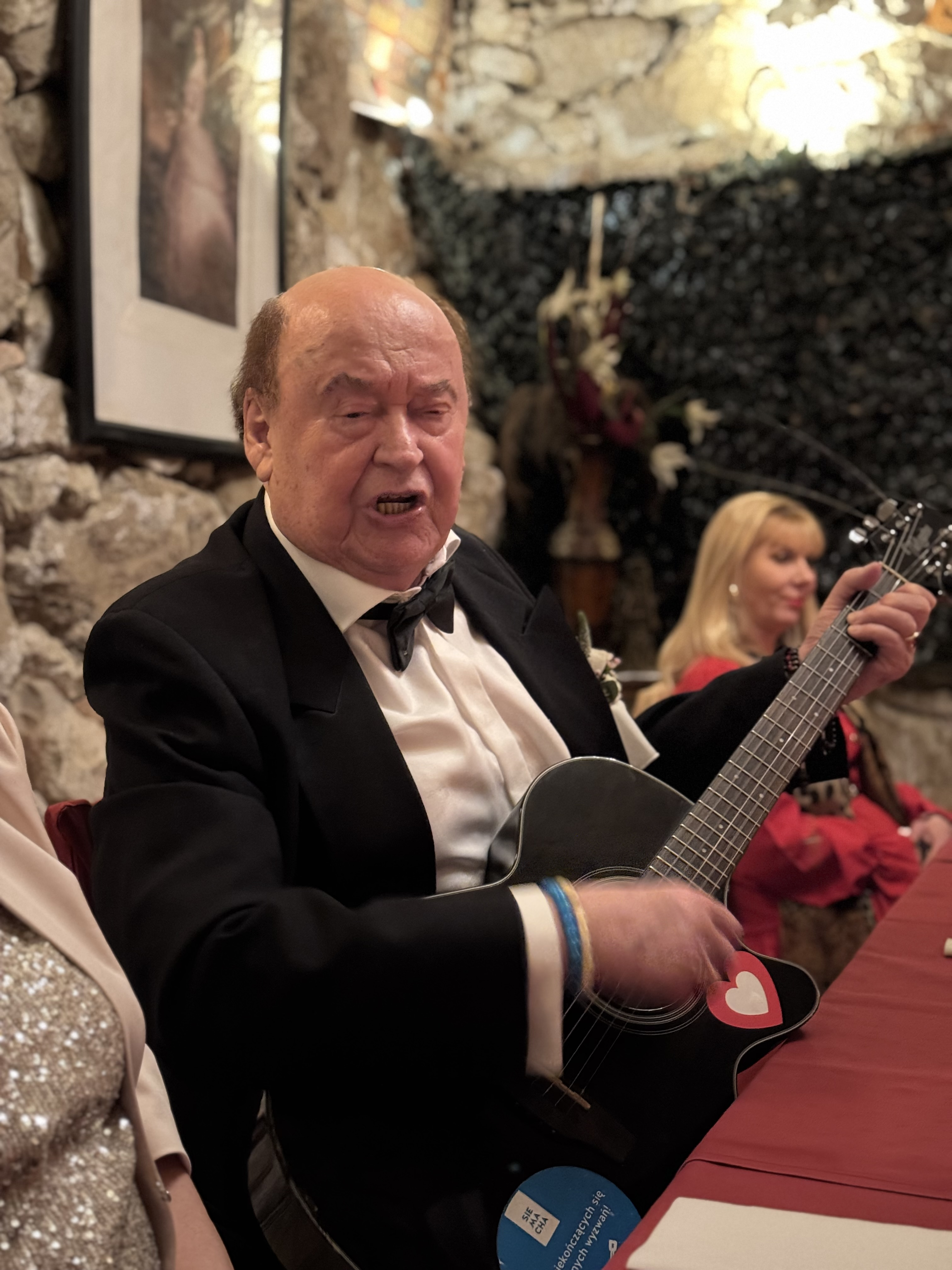
Aleksander Kobyliński (22 marca 2025)

Jego ojciec, Aleksander Kobyliński (senior), rodowity warszawiak był przedwojennym kapitanem saperów 16 pułku piechoty, potomkiem starej litewskiej szlachty herbu Łodzia. Matka, Anna Maria z d. Maksymowicz była skrzypaczką, nauczycielką śpiewu i tańca. Najpierw uczęszczała do seminarium muzycznego we Lwowie, a następnie ukończyła muzykologię na Uniwersytecie Jagiellońskim. Studiowała także filozofię i astronomię. Miała spore zasługi w powstaniu Domu Żołnierza w dawnej wojskowej ujeżdżalni koni, późniejszej operetki, gdzie poznała swojego męża. Babka ze strony matki była śpiewaczką operową. Miał dwie siostry: Marię Danutę i Teresę Annę oraz brata Zbyszka.
Podczas wojny, gdy rodzinie Kobylińskich żyło się bardzo biednie, Aleksander i Zbigniew trafili pod opiekę SIEMACHY. Najpierw zamieszkali w domu ks. Siemaszki przy ul. Długiej 42, a następnie w zakładzie filialnym w Czernej koło Krzeszowic. Aleksander zachował we wdzięcznej pamięci ks. dyrektora Albina Małysiaka, wychowawców i kolegów, z których wielu zostało artystami, literatami i wybitnymi specjalistami w różnych dziedzinach.
Żonaty z Aleksandrą. Został pochowany 21 maja 2025 na Cmentarzu Rakowickim w Krakowie.
Losy i dorobek życiowy „Makino” opisała Katarzyna Siwiec w książce „Andrusów król” (Kraków, 2010).

## Nagrody i odznaczenia
- Krzyż Kawalerski Orderu Odrodzenia Polski (2025, pośmiertnie)[15][16]
- Brązowy Medal „Cracoviae Merenti” (2022)[6].
- Nagroda Prezydenta Miasta Krakowa „Kraków 2000”
- Medal za Odnowę Zabytków Krakowa[7]
- odznaczenia klubowe KS „Cracovia”: order Cracovia Restituta, odznaki 75, 80, 100 i 110-lecia Cracovii oraz 75-lecia Rady Seniorów[9]